# Clifden
Clifden (en idioma irlandés: An Clochán) es una ciudad de Connemara en el Condado de Galway, en la provincia de Connacht, en el oeste de la República de Irlanda.

## Historia
Clifden es uno de los últimos pueblos construidos en Irlanda. Un hombre llamado John D’Arcy lo fundó en el siglo XIX en una tentativa por atraer comercio a la zona. 
Por la situación de Clifden al lado del río y el océano Atlántico, el pueblo creció rápidamente hasta alcanzar la prosperidad en la pesca. Además la situación geográfica del pueblo le permite ser un lugar de turismo por el paisaje del agua y las montañas. 
En los años 1840, el pueblo sufrió muchas dificultades a causa del hambre. Muchas personas murieron, el negocio se perdió, y el pueblo quebró. No obstante, el pueblo pudo reedificarse con subvenciones estatales y volvió a ser un área próspera.
Clifden se convirtió en un pueblo de importancia en los años 1900 cuando un hombre llamado Guglielmo Marconi construyó el primer servicio radiofónico fijo que conectaba Europa con América del Norte.

## Geografía
La ciudad más grande de Connemara se encuentra entre la costa del océano Atlántico y el terreno escabroso de las Montañas al lado del Río Owenglen.

## Transporte
La carretera N59 de Galway (a 77 km) a Westport (a 64 km) pasa por la ciudad, por la cartera N59 o los servicios del autobús que conectan Galway y Clifden.
Los servicios regulares de autobuses son proporcionados por Bus Éireann y Citylink, conectando Clifden con la ciudad de Galway. Algunos servicios de autobús operan a través de Oughterard, al sur de Lago Corrib, mientras que otros operan vía Clonbur/Headford al norte de Lough Corrib.

### Aeropuerto
En 1989, un grupo de empresarios de Clifden emitió acciones para una empresa y solicitó permiso de planificación para una pista de aterrizaje de 1.200 metros y edificios asociados en Ardagh. Un grupo de lugareños comenzó a hacer campaña contra esta propuesta, llamándose más tarde "Save Roundstone Bog". El consejo del condado de Galway rechazó permiso de planificación para el aeropuerto debido a temido daño a la belleza natural de la zona, y porque fue designado un "área de importancia científica internacional" (ASI). El 'Clifden Aeropuerto Co.' apeló y como consecuencia de los procedimientos legales, que fueron hasta el Tribunal Supremo, ASI designaciones se encontraron inconstitucionales.[57] La compañía más tarde propuso el intercambio del sitio en Ardagh para parte del sitio de Marconi en Derrygimlagh. Sin embargo, esto también fracasó debido a la oposición local y nacional. Eventualmente, una pista más pequeña de 600 metros fue sugerida en Cloon cerca de Cleggan.[59] Esta pista fue construida en 2008 y se suponía que el aeródromo se utilizaría para vuelos a Inishbofin. Se le ha asignado el código de aeropuerto EICD pero para 2012 no se había abierto para el tráfico.[7]

## Turismo

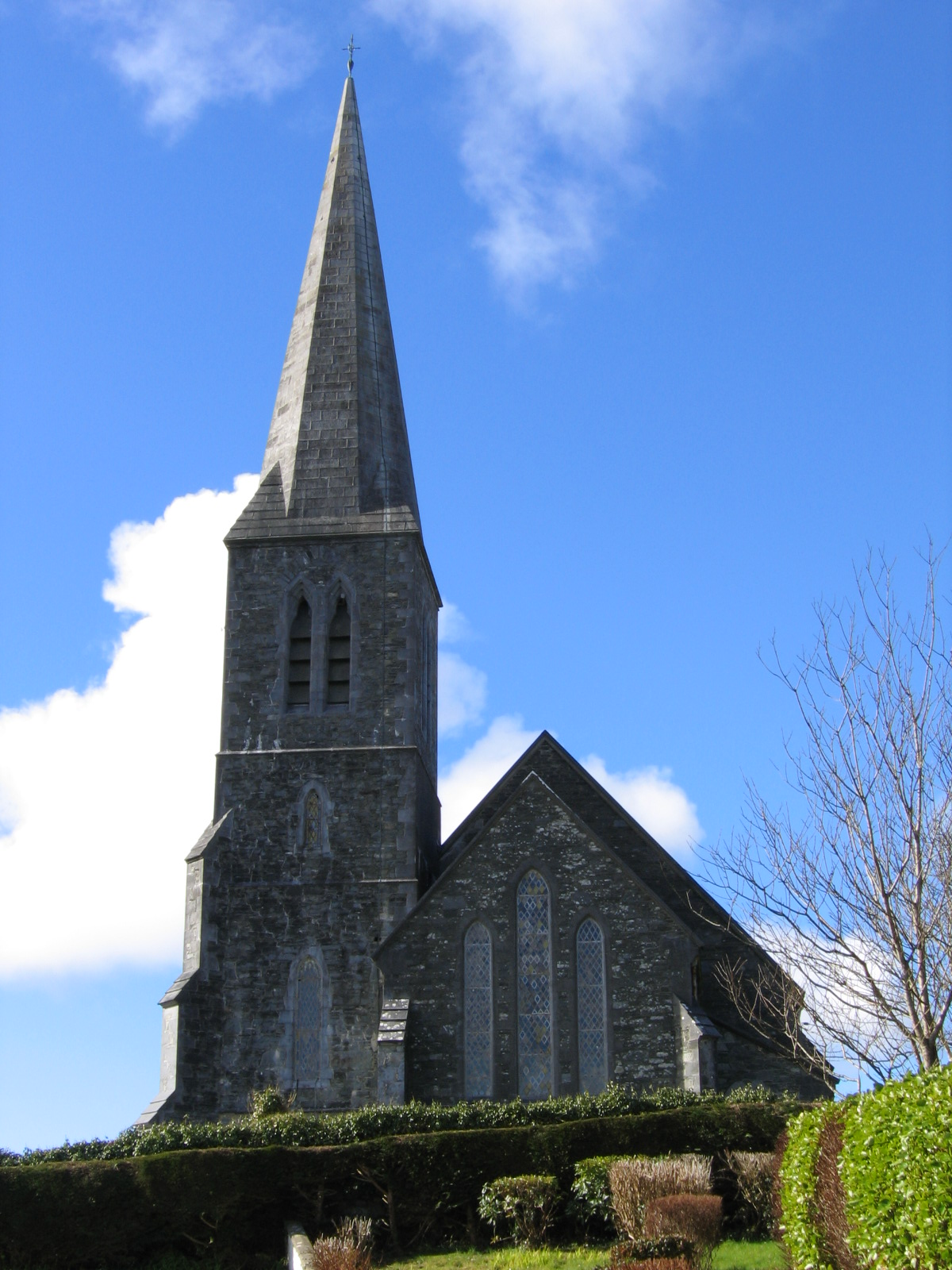

La ubicación del pueblo cerca del océano y las montañas atrae muchos turistas cada año. El pueblo ofrece muchas oportunidades para ir de excursión, yendo en bicicleta, y el paisaje. También, el pueblo ofrece muchas tiendas, bares, restaurantes elegantes y locales, y hoteles para los turistas.
La Bandera de México ondea en el centro de la ciudad en honor a Jon Riley y su Batallón de San Patricio que sirvieron en las Fuerzas armadas de México en la Guerra de Intervención estadounidense.

## Eventos
- En agosto hay una exhibición de los caballitos de Connemara
- En septiembre hay un festival de obras de arte
- Carreras de caballos